# 제프리 더먼
제프리 더먼(Jeffrey DeMunn, 1947년 4월 25일 ~ )은 미국의 배우이다.

## 출연 작품

### 영화
- 죽음의 그림자 (1980)
- 악령의 크리스마스 (1980)
- 래그타임 (1981)
- 여배우 프란시스 (1981)
- 비상 경보 (1985)
- 어 타임 투 리브 (1985)
- 힛처 (1986)
- 우주 생명체 블롭 (1988)
- 배신의 계절 (1988)
- 블레이즈 (1989)
- 유령의 집 (1991)
- 뉴스보이 (1992)
- 쇼생크 탈출 (1994)
- 시티즌 X (1995)
- 페노메논 (1996)
- 터뷸런스 (1997) - 브룩스 역
- 엑스파일: 미래와의 전쟁 (1998)
- 그린 마일 (1999)
- 마제스틱 (2001)
- 할리우드랜드 (2006)
- 미스트 (2007)
- 번 애프터 리딩 (2008)
- 마셜 (2017)
- 아마란스: 가장 완벽한 낙원 (2018, The Amaranth) - 리처드 역

### 텔레비전
- 블루문 특급 (1986)
- L.A. 로 (1990)
- 로앤오더 (1993-2008)
- 도망자 (2000)
- 성범죄수사대: SVU (2000-01)
- 더 프랙티스 (2001)
- ER (2002)
- 웨스트 윙 (2004)
- Law & Order: Trial by Jury (2005)
- 캐시미어 마피아 (2008)
- 워킹 데드 (2010-12, 2019, 2022)
- 시카고 파이어 (2012)
- 굿 와이프 (2013)
- 디 어페어 (2014)
- 블랙리스트 (2015)
- 디보스 (2016)
- 빌리언스 (2016-23) - 척 로즈 시니어 역